# Ptolemaj VIII. Everget
Ptolemaj VIII. Everget (grško grško starogrško Πτολεμαῖος Εὐεργέτης, Ptolemaĩos Euergétēs, slovensko Ptolemaj  Dobrotnik) z vzdevkom  Fiskon (grško starogrško Φύσκων, Fískon, slovensko Debeli) je bil faraon egipčanske  Ptolemajske dinastije, ki je z dvema prekinitvama vladal od okoli 169 pr. n. št. do 116 pr. n. št., * okoli 182 pr. n. št., † 26. junij 116 pr. n. št.

## Življenje

### Prihod na prestol
Zapletena politična kariera Ptolemaja   VIII.  se je začela leta 170 pr.n. št., ko je Antioh IV. Epifan iz Selevkidskega cesarstva napadel Egipt in ujel kralja Ptolemaja VI. Filometorja in zasedel ves Egipt razen Aleksandrije. Antioh je Ptolemaju VI. dovolil,  da je vladal Egiptu kot marionetni vladar, meščani Aleksandrije pa so medtem za kralja izbrali Ptolemajevega mlajšega brata Ptolemaja VIII. Evergeta. Everget je bil zaradi svoje debelosti med ljudstvom znan kot Fiskon, kar lahko pomeni klobaso,  debeluha ali mehur. Brata se zaradi takšnega stanja nista spopadla, ampak sta se odločila, da bosta vladala skupaj.

### Antiohov umik in skupno vladanje
Po Antiohovem umiku iz Egipta leta 168 pr. n. št. zaradi groženj Rima, se je Ptolemaj VIII. strinjal, da se njemu in bratu na prestolu pridruži njuna sestra Kleopatra II., ki je bila hkrati Filometorjeva žena. Ta ureditev je povzročila stalna spletkarjenja, ki sotrajalo do leta 164 pr. n. št., ko je Filometor odpotoval v Rim, da bi se pritožil v Senatu, ki se je do neke mere strinjal z delitvijo v Egiptu. Everget sam ni bil zadovoljen z ozemljem, ki je bil pod njegovo neposredno oblastjo, zato sta se brata leta 163 pr. n. št. dogovorila, da bosta prvotno delitev spremenila. Everget je po delitvi dobil Cirenajko.
Delitev je ostala taka do Filometorjeve smrti leta 145 pr. n. št., borbe za oblast pa se z njegovo  smrtjo niso končale.

### Osvajanje  Cipra
Everget je prepričal Rimski senat, da podpre njegove zahteve po Cipru, Filometor pa je temu nasprotoval. Evergetov poskus osvojitve Cipra leta 161 pr. n. št. ni uspel in Senat je njegove ambasadorje poslal domov.

### Poskus umora
Leta 156 ali 155 pr. n. št. je Filometor poskusil umoriti Evergeta, vendar mu to ni uspelo. Everget je ponovno odšel v Rim, kjer je razkazoval svoje brazgotine in s tem pritegnil nekaj pozornosti. V Senatu je kljub nasprotovanju Filometorjevega zaveznika Kata Starejšega dobil nekaj podpore in sredstev za nov poskus osvojitve Cipra. V Rimu je spoznal Kornelijo Afričanko, hčerko vojskovodje in politika Scipiona starejšega, ki je malo pred tem ovdovela. Prosil jo je za roko, vendar ga je zavrnila.
Tudi drugi poskus osvojitve Cipra je spodletel. Filometor je Evergeta ujel, vendar ga ni dal usmrtiti. Namesto tega mu je ponudil roko svoje hčerke Kleopatre Tee in ga poslal nazaj v Cirenajko.

### Poroka s Kleopatro II.
Ko je Ptolemaj VI. Filometor na vojnem pohodu leta 145 pr. n. št. umrl, je Kleopatra II. za kralja hitro razglasila svojega sina Ptolemaja VII. Everget je bitko preživel in po vrnitvi Kleopatri II. predlagal poroko in skupno vladanje. Kleopatra je ponudbo sprejela. Med poročnim slavjem je Everget ubil Ptolemaja VII. in se leta 144 pr. n. št. razglasil za faraona.

### Maščevanje in spletke
Leta 145 pr. n. št. se je Everget  maščeval intelektualcem iz Aleksandrije, ki so mu nasprotovali. Med njimi sta bila tudi Aristarh s Samotrake in Apolodor Atenski. Izvedel je masovna čiščenja in izgone, zaradi česar je Aleksandrija spremenila svoj značaj.
»Izgnal je vse intelektualce: filologe, filozofe, profesorje geometrije, glasbenike, slikarje, šolske učitelje, zdravnike in druge, ki so nato svoje znanje prenašali na Grke in barbare v drugih mestih. To je povedal nekdo, ki je bil verjetno ena od kraljevih žrtev.«— Meneklej iz Barce
Everget  je zapeljal in se nato poročil s Kleopatro III., hčerko svoje žene, ne da bi se pred tem ločil od Kleopatre II. Njegovo dejanje je Kleopatro II. razkačilo. Mnogi špekulirajo, da se je Everget s Kleopatro II. poročil samo zato, ker je že takrat načrtoval poroko s Kleopatro III., ko bo dovolj stara za poroko.
Leta 132 ali 131 pr. n. št. so se meščani Aleksandrije uprli in požgali kraljevo palačo. Everget in Kleopatra III. sta z otroki pobegnila na Ciper, Kleopatra II. pa je za kralja razglasila svojega dvanajst let starega sina Ptolemaja Memfita. Everget je otroka ubil in njegovo razkosano telo poslal materi Kleopatri II.

### Državljanska vojna
V Aleksandriji je izbruhnila državljanska vojna in se razširila na tiste dele Egipta, ki so podpirali Evergeta. Obupana Kleopatra II.  je ponudila svoj prestol selevkidskemu kralju Demetriju II. Nikatorju, vendar je njegova vojska uspela prodreti  samo do Peluzija. Leta 127 pr. n. št. je Kleopatra II. pobegnila v Sirijo. Aleksandrija je vzdržala še eno leto. Po nadaljnjih političnih manevrih se je leta 124 pr. n. št. vrnila v Egipt. Leta 118 pr. n. št. je bila z odlokom uradno razglašena amnestija, ki ni bila zadostna za izboljšanje odnosov vlade z vso državo. Leta 116 pr. n. št. so se v dogajanja v Egiptu vmešali Rimljani.

### Kasnejše vladanje
Okoli leta 124 pr. n. št. je Everget  svojo drugo hčerko s Kleopatro III., Trifeno, poročil z Antiohom VIII. Filometorjem, kraljem Selevkidskega cesarstva.
Leta 116 pr. n. št. je umrl. Prestol je prepustil Kleopatri III. in enemu od njenih sinov, ki bi ga izbrala sama. Za sovladarja je izbrala mlajšega sina, Ptolemaj X. Aleksandra, meščani Aleksandrije pa bi na prestolu raje imeli njenega starejšega sina Filometorja Soterja, guvernerja Cipra.   Kleopatra III. je njihovi zahtevi nejevoljno ustregla in Filometor Soter jo kot Ptolemaj IX. Latir nekaj časa vladal skupaj s svojo materjo.